# Lenore Kasdorf
Lenore Kasdorf (* 23. Juli 1948 in Queens, New York City) ist eine US-amerikanische Filmschauspielerin.

## Leben
Kasdorf besuchte zwischen 1963 und 1965 die Internationale Schule im thailändischen Bangkok, da ihr Vater, ein Oberst in der United States Army, dort stationiert war. Sie ist mit Phil Peters verheiratet und hat eine Tochter.

## Filmografie (Auswahl)
Fernsehserien
- 1972–1975: Die Straßen von San Francisco (The Streets of San Francisco, drei Folgen)
- 1973–1974: Cannon (zwei Folgen)
- 1974: Barnaby Jones (zwei Folgen)
- 1975–1981: Springfield Story (The Guiding Light)
- 1983: Matt Houston (eine Folge)
- 1983: Magnum (Magnung, p.i., eine Folge)
- 1983: T. J. Hooker (eine Folge)
- 1984: Simon & Simon (eine Folge)
- 1984: Das A-Team (The A-Team, eine Folge)
- 1984–1986: Knight Rider (K.I.T.T. kriegt einen Schlag, Der unheimliche Mönch)
- 1984–1992: Mord ist ihr Hobby (Murder, She Wrote, vier Folgen)
- 1985: Airwolf (eine Folge)
- 1986: Matlock (eine Folge)
- 1986–1987: California Clan (Santa Barbara, 69 Folgen)
- 1989: 21 Jump Street – Tatort Klassenzimmer (21 Jump Street, eine Folge)
- 1989–1991: Jake und McCabe – Durch dick und dünn (drei Folgen)
- 1991: Beverly Hills, 90210 (eine Folge)
- 1992: Renegade – Gnadenlose Jagd (Renegade, eine Folge)
- 1993: Raumschiff Enterprise: Das nächste Jahrhundert (Star Trek: The Next Generation, eine Folge)
- 1994: Babylon 5 (drei Folgen)
- 2000: Get Real
- 2002: Agency

Spielfilme
- 1984: Missing In Action
- 1996: Amityville – Das Böse stirbt nie (Amityville Dollhouse)
- 1997: Starship Troopers
- 2004: Cellular